# Macrostylis grandis
Macrostylis grandis is een pissebed uit de familie Macrostylidae. De wetenschappelijke naam van de soort is voor het eerst geldig gepubliceerd in 1970 door Birstein.